# Chi Chi's Pro Challenge Golf
 (avril 2023).
Chi Chi's Pro Challenge Golf est un jeu vidéo de golf, développé par Coconuts Japan et édité par Virgin Interactive, sorti sur Mega Drive le 23 mars 1993.